# 中国国際海運集装箱
中国国際海運集装箱（集団）股份有限公司（ちゅうごくこくさいかいうんしゅうそうばこ、英: China International Marine Containers (Group) Company Ltd.）は、中国深圳市に本社を置く企業。海上コンテナの製造・修繕などを行う。略称は中集集団、CIMC。

## 主な事業
- 海上輸送用・鉄道輸送用・航空貨物用・冷凍機付きなど各種海上コンテナ、農産物用・自動車用・合成ゴム用・ガラス用など各種パレットの製造・修繕。

大連市と天津市に製造拠点を持ち、年間にコンテナ・パレット100万台の製造能力を有する。中国国内をはじめ、日本、東南アジア、ヨーロッパ、アメリカ、オーストラリアに向けて販売されている。
- タラップなど空港設備の製造。
- 造船設備の製造。

## 沿革
- 1980年1月 - 会社設立。
- 1994年 - 深圳証券取引所上場。